# Throwdown/Good Clean Fun
Throwdown/Good Clean Fun è uno split natalizio delle band statunitensi Throwdown e Good Clean Fun, pubblicato l'8 maggio 2001 da Prime Directive Records. La data di pubblicazione è goliardicamente lontana dalle feste di Natale. I Throwdown hanno contribuito con The Only Thing (una canzone inedita) e una cover di Jingle Bell Rock; i Good Clean Fun con XMas Time for the Skins, cover dei Crucial Youth, e una riedizione di Sweet Tooth (denominata Sweet Tooth 2000), una delle loro canzoni più conosciute.

## Tracce
Lato A - Throwdown
1. The Only Thing – 2:05
2. Jingle Bell Rock (cover di Bobby Helms) – 2:16

Lato B - Good Clean Fun
1. XMas Time for the Skins (cover dei Crucial Youth) – 2:24
2. Sweet Tooth 2000 – 1:59